# Boeschepe
Boeschepe [bɔskɛp], parfois écrit Boeschèpe, est une commune française située dans le département du Nord, en région Hauts-de-France.

## Géographie

### Localisation
Boeschepe est située au cœur des monts des Flandres, entre Lille et Dunkerque, et à proximité de la frontière franco-belge. La commune se trouve à 10 km de Steenvoorde, 42 de Dunkerque, 16 d'Hazebrouck, 36 de Lille.
| Steenvoorde    | Watou Belgique - Abeele | Poperinghe Belgique |
| Godewaersvelde | Boeschepe               | Westoutre Belgique  |
| Berthen        | Berthen                 | Saint-Jans-Cappel   |

### Géologie et relief
Boeschepe se trouve à une altitude moyenne de 74 m.

### Hydrographie

#### Réseau hydrographique
La commune est située dans le bassin Artois-Picardie. Elle est drainée par la Becque de Steenwerck, la Vleeterbeek, la Boeschepe, la boeschepebeek, la Boeshepe Beek, la Loye, la Pudefort, la QuaeBecque, Lappe, le Courant des Sept Mesures et divers autres petits cours d'eau,.
La Becque de Steenwerck, d'une longueur de 19 km, prend sa source dans la commune  et se jette  dans la Vleeterbeck en Belgique.

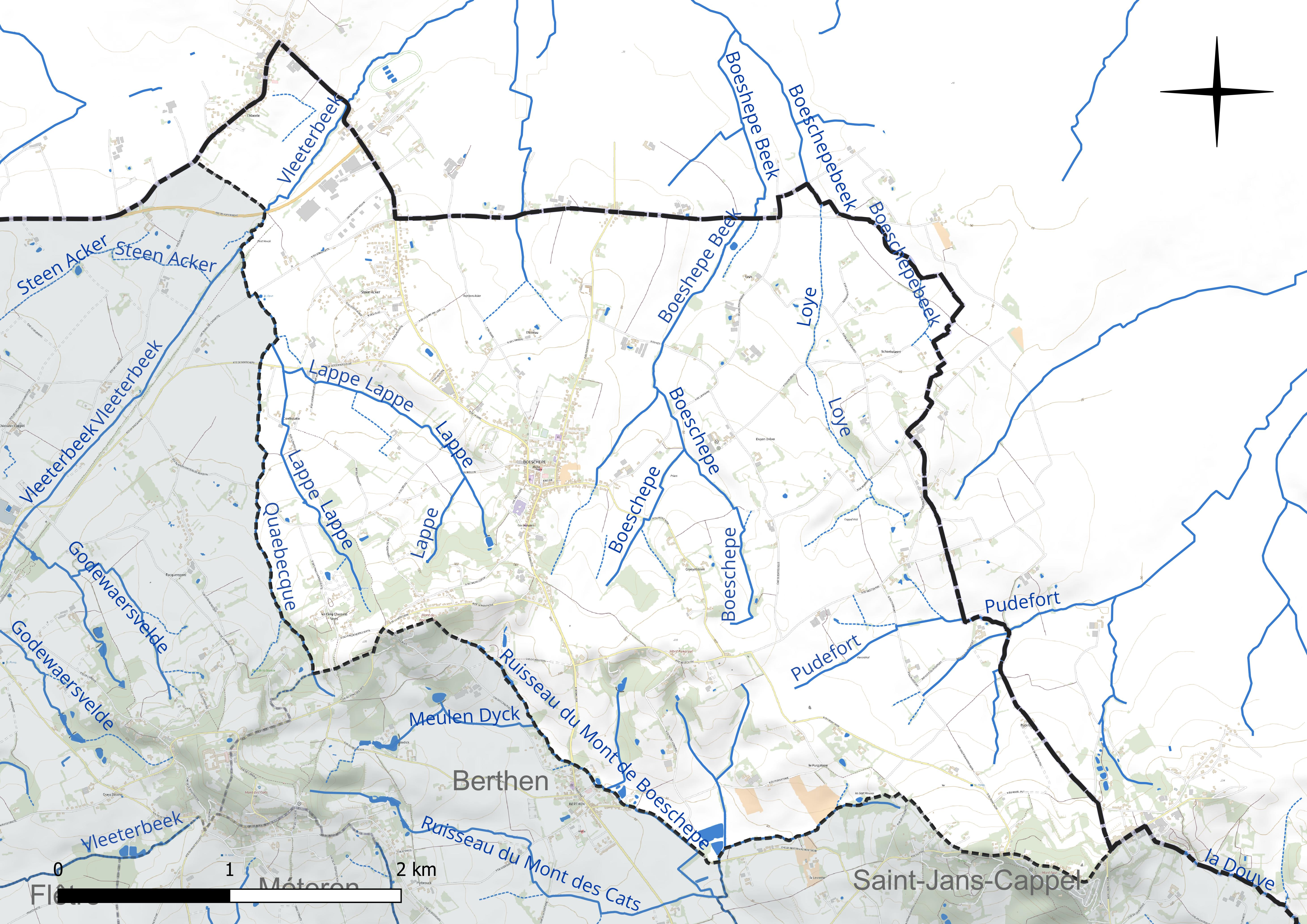
Réseau hydrographique de Boeschepe.

#### Gestion et qualité des eaux
Le territoire communal est couvert par le schéma d'aménagement et de gestion des eaux (SAGE) « Yser ». Ce document de planification concerne un territoire de 381 km2 de superficie, délimité par le bassin versant de l'Yser en France. Le périmètre a été arrêté le 8 novembre 2005 et le SAGE proprement dit a été approuvé le 30 novembre 2016. La structure porteuse de l'élaboration et de la mise en œuvre est l'Union syndicale d'aménagement hydraulique du Nord (USAN).
La qualité des cours d'eau peut être consultée sur un site dédié géré par les agences de l'eau et l'Agence française pour la biodiversité.

### Climat
Pour des articles plus généraux, voir Climat des Hauts-de-France et Climat du Nord.
En 2010, le climat de la commune est de type climat océanique altéré, selon une étude du CNRS s'appuyant sur une série de données couvrant la période 1971-2000. En 2020, Météo-France publie une typologie des climats de la France métropolitaine dans laquelle la commune est exposée à un climat océanique et est dans la région climatique Côtes de la Manche orientale, caractérisée par un faible ensoleillement (1 550 h/an) ; forte humidité de l'air (plus de 20 h/jour avec humidité relative > 80 % en hiver), vents forts fréquents.
Pour la période 1971-2000, la température annuelle moyenne est de 10,4 °C, avec une amplitude thermique annuelle de 13,9 °C. Le cumul annuel moyen de précipitations est de 812 mm, avec 12,2 jours de précipitations en janvier et 8,7 jours en juillet. Pour la période 1991-2020, la température moyenne annuelle observée sur la station météorologique la plus proche, située sur la commune de Steenvoorde à 8 km à vol d'oiseau, est de 11,2 °C et le cumul annuel moyen de précipitations est de 727,8 mm,. Pour l'avenir, les paramètres climatiques de la commune estimés pour 2050 selon différents scénarios d'émission de gaz à effet de serre sont consultables sur un site dédié publié par Météo-France en novembre 2022.

## Urbanisme

### Typologie
Au 1er janvier 2024, Boeschepe est catégorisée bourg rural, selon la nouvelle grille communale de densité à sept niveaux définie par l'Insee en 2022.
Elle appartient à l'unité urbaine de Boeschepe, une agglomération intra-départementale regroupant deux  communes, dont elle est ville-centre,,. Par ailleurs la commune fait partie de l'aire d'attraction de Lille (partie française), dont elle est une commune de la couronne,. Cette aire, qui regroupe 201 communes, est catégorisée dans les aires de 700 000 habitants ou plus (hors Paris),.

### Occupation des sols
L'occupation des sols de la commune, telle qu'elle ressort de la base de données européenne d'occupation biophysique des sols Corine Land Cover (CLC), est marquée par l'importance des territoires agricoles (92 % en 2018), en diminution par rapport à 1990 (95,2 %). La répartition détaillée en 2018 est la suivante : 
terres arables (83,6 %), zones urbanisées (7,2 %), zones agricoles hétérogènes (6,5 %), prairies (1,9 %), forêts (0,7 %). L'évolution de l'occupation des sols de la commune et de ses infrastructures peut être observée sur les différentes représentations cartographiques du territoire : la carte de Cassini (XVIIIe siècle), la carte d'état-major (1820-1866) et les cartes ou photos aériennes de l'IGN pour la période actuelle (1950 à aujourd'hui).

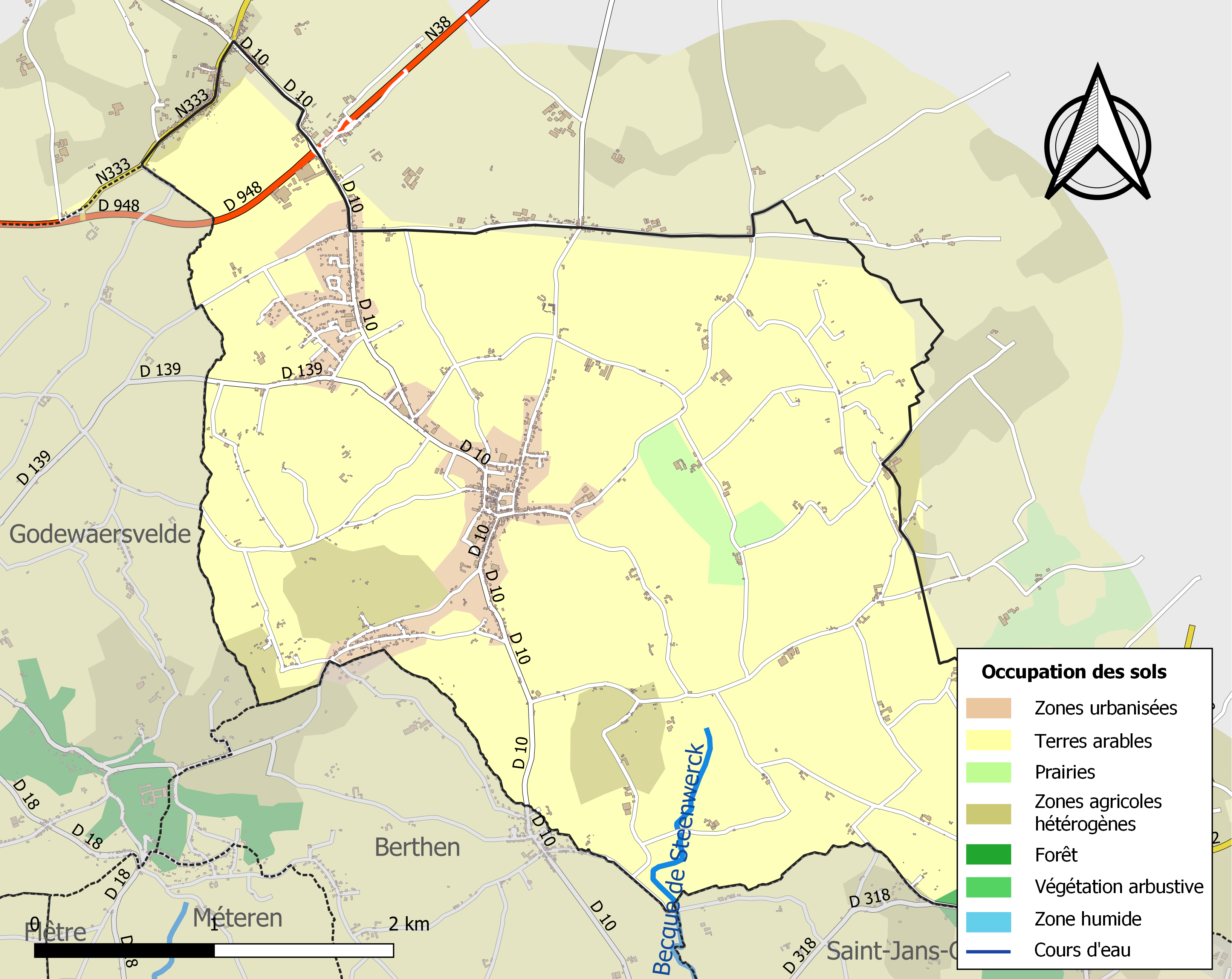
Carte des infrastructures et de l'occupation des sols de la commune en 2018 (CLC).

### Hameaux
- l'Abeele, dont l'église de style néogothique a été transformée par Charles Leroy, l'architecte de la basilique-cathédrale Notre-Dame-de-la-Treille de Lille.
- la Montagne ou Mont de Boeschepe
- Les 7 mesures
- Le Steenacker

## Toponymie
Boeschepe signifierait la source (schep en langue germanique) de Boso.
Le nom de la localité est attesté sous les formes Bouscep en 1318, puis Boescepe en 1330.
La commune se nomme Boescheepe (/buʃe.pə/) en flamand occidental.

## Histoire

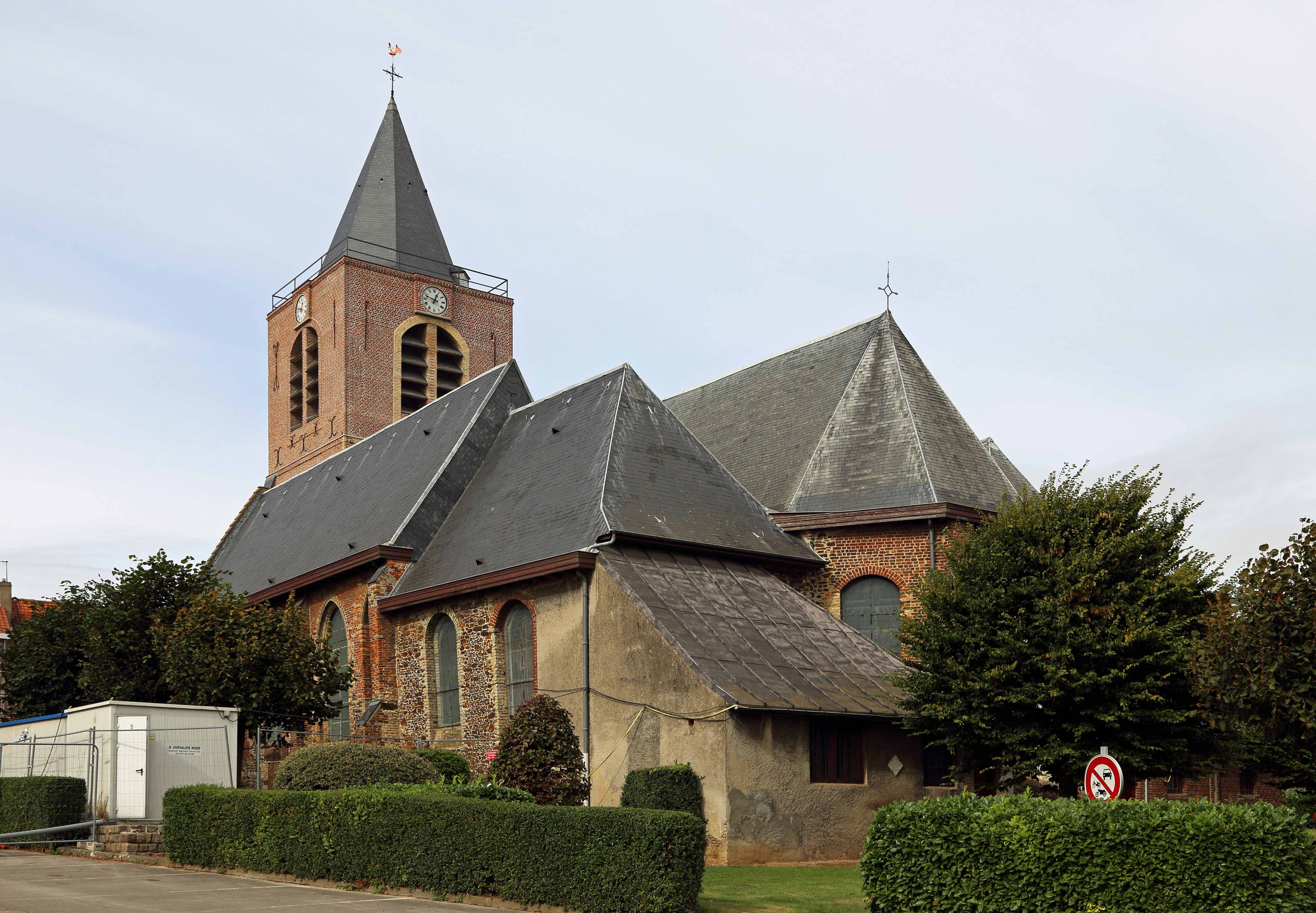
L'église Saint-Martin, où fut tué Géry Ghysel.

Boeschepe était, avant la Révolution française, située dans le diocèse de Thérouanne puis dans le diocèse d'Ypres, doyenné de Poperinge. En 1562, Ghislain Damman, adepte de la religion réformée ou protestantisme, organise des prêches à Boescèpe, ce qui entraine de sévères répressions.
En fin 1792, alors que la France de la Révolution française est menacée par la coalition des monarchies voisines (contexte de La Patrie en danger), de nombreux volontaires sillonnent la région, prêts à défendre les frontières du département du Nord. Tous n'ont pas un comportement exemplaire : en octobre 1792, soixante d'entre eux jettent l'épouvante dans le village de Boeschepe.
En 1793-1794, pendant la Révolution, les habitants ont organisé un corps franc de « Chasseurs-Braconniers » pour repousser les incursions des troupes alliées coalisées contre la France.
En mars 1906, à l'occasion des inventaires qui suivirent la séparation de l'Église et de l'État, des affrontements eurent lieu entre les forces de la préfecture et des habitants du village. Les gendarmes tirent sur la foule dans l'église. Un Boeschèpois est tué à l'intérieur de l'église, le curé est blessé. C'est l'un des deux morts recensés lors des inventaires de 1906 (le deuxième étant André Régis, dans la Haute-Loire). La tombe de la victime, Géry Ghysel, père de trois enfants, est visible dans le cimetière. L'évènement va provoquer le lendemain la chute du gouvernement Maurice Rouvier (3).
Pendant la Première Guerre mondiale, Boeschepe est une des communes avec Hondschoote, Abeele, Caestre, Oost-Cappel, Winnezeele, Hardifort à faire partie du commandement d'étapes, c'est-à-dire un élément de l'armée, installé à Steenvoorde puis transféré à Rexpoëde, organisant le stationnement de troupes, comprenant souvent des chevaux, pendant un temps plus ou moins long, sur les communes dépendant du commandement, en arrière du front.
Le village a été bombardé en 1918 : l'estaminet Lahaye, rue Neuve, et le presbytère furent touchés, ainsi que l'attestent des cartes postales des années 1920.
Boeschepe a bénéficié entre 1870 et 1954 du passage d'une ligne de chemin de fer, la ligne d'Hazebrouck à Boeschepe passant par la gare de Godewaersvelde.

## Politique et administration

### Politique de développement durable
La commune a engagé une politique de développement durable en lançant une démarche d'Agenda 21 en 2005.
Depuis 2009, Boeschepe fait partie du réseau Village Patrimoine, coordonné par les Pays de Flandre[Quoi ?].

## Population et société

### Démographie

#### Évolution démographique
L'évolution du nombre d'habitants est connue à travers les recensements de la population effectués dans la commune depuis 1793. Pour les communes de moins de 10 000 habitants, une enquête de recensement portant sur toute la population est réalisée tous les cinq ans, les populations de référence des années intermédiaires étant quant à elles estimées par interpolation ou extrapolation. Pour la commune, le premier recensement exhaustif entrant dans le cadre du nouveau dispositif a été réalisé en 2007.

En 2022, la commune comptait 2 212 habitants, en évolution de +1,19 % par rapport à 2016 (Nord : +0,51 %, France hors Mayotte : +2,11 %).
| 1793  | 1800  | 1806  | 1821  | 1831  | 1836  | 1841  | 1846  | 1851  |
| ----- | ----- | ----- | ----- | ----- | ----- | ----- | ----- | ----- |
| 1 758 | 1 473 | 1 692 | 1 862 | 1 935 | 1 975 | 1 938 | 1 953 | 1 985 |

| 1856  | 1861  | 1866  | 1872  | 1876  | 1881  | 1886  | 1891  | 1896  |
| ----- | ----- | ----- | ----- | ----- | ----- | ----- | ----- | ----- |
| 1 954 | 2 011 | 2 103 | 2 201 | 2 241 | 2 175 | 2 222 | 2 234 | 2 208 |

| 1901  | 1906  | 1911  | 1921  | 1926  | 1931  | 1936  | 1946  | 1954  |
| ----- | ----- | ----- | ----- | ----- | ----- | ----- | ----- | ----- |
| 2 184 | 2 284 | 2 180 | 2 064 | 2 093 | 1 969 | 2 058 | 2 111 | 2 089 |

| 1962  | 1968  | 1975  | 1982  | 1990  | 1999  | 2006  | 2007  | 2012  |
| ----- | ----- | ----- | ----- | ----- | ----- | ----- | ----- | ----- |
| 2 085 | 2 015 | 1 883 | 1 747 | 1 906 | 2 012 | 2 177 | 2 201 | 2 188 |

| 2017  | 2022  | - | - | - | - | - | - | - |
| ----- | ----- | - | - | - | - | - | - | - |
| 2 183 | 2 212 | - | - | - | - | - | - | - |

#### Pyramide des âges
La population de la commune est relativement jeune.
En 2020, le taux de personnes d'un âge inférieur à 30 ans s'élève à 33,5 %, soit en dessous de la moyenne départementale (39,1 %). À l'inverse, le taux de personnes d'âge supérieur à 60 ans est de 25 % la même année, alors qu'il est de 22,9 % au niveau départemental.
En 2020, la commune comptait 1 078 hommes pour 1 066 femmes, soit un taux de 50,28 % d'hommes, largement supérieur au taux départemental (48,21 %).
Les pyramides des âges de la commune et du département s'établissent comme suit.
| Hommes | Classe d’âge | Femmes |
| ------ | ------------ | ------ |
| 0,4    | 90 ou +      | 0,8    |
| 5,6    | 75-89 ans    | 8,4    |
| 17,9   | 60-74 ans    | 16,9   |
| 23,2   | 45-59 ans    | 21,5   |
| 19,6   | 30-44 ans    | 18,7   |
| 14,4   | 15-29 ans    | 14,8   |
| 18,9   | 0-14 ans     | 18,9   |

| Hommes | Classe d’âge | Femmes |
| ------ | ------------ | ------ |
| 0,5    | 90 ou +      | 1,4    |
| 5,3    | 75-89 ans    | 8,1    |
| 14,8   | 60-74 ans    | 16,2   |
| 19,1   | 45-59 ans    | 18,4   |
| 19,5   | 30-44 ans    | 18,7   |
| 20,7   | 15-29 ans    | 19,1   |
| 20,2   | 0-14 ans     | 18     |

### Manifestations et festivités
- Ducasse début juillet
- Les géants, Djoos de Bolder (1994) et Jérôme le Meunier (1993).

### Enseignement
Boeschepe fait partie de l'académie de Lille.

### Sports et loisirs
Se trouve sur la commune, une société des archers de Saint-Sébastien, le tir à l'arc demeure une tradition vivante dans cette région des Flandres.
Autre sport/jeu traditionnel à Boeschepe : les boules flamandes.

## Économie
Boeschepe se distingue par sa production de houblon.

## Culture et patrimoine
Les fêtes communales avaient traditionnellement lieu le dimanche avant le 4 juillet (3 jours) et le lundi de Pentecôte (2 jours)

### Lieux et monuments
- Église Saint-Martin du XVIe siècle, de type hallekerque (comporte trois nefs) ; fonts baptismaux en grès datant du XVe ou XVIe siècle[1].
- Moulin de l'Ingratitude du XIXe siècle.
- L'estaminet flamand Le vierpot.
- Séchoir à houblon[40].
- La chapelle Notre-Dame-de-Toutes-les-Peurs, au croisement de la rue du Moulin et de la rue des Cinq-Chemins-Vert, construite en 1717[41].

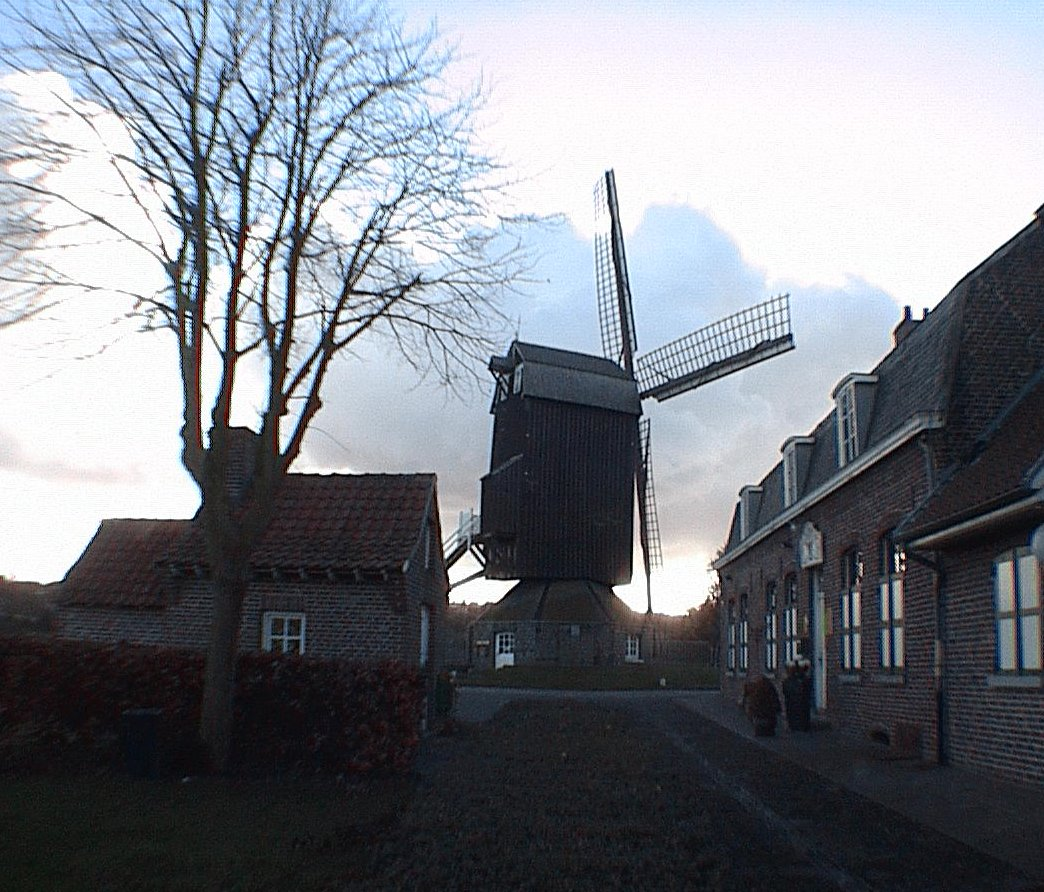
L'estaminet et le moulin.
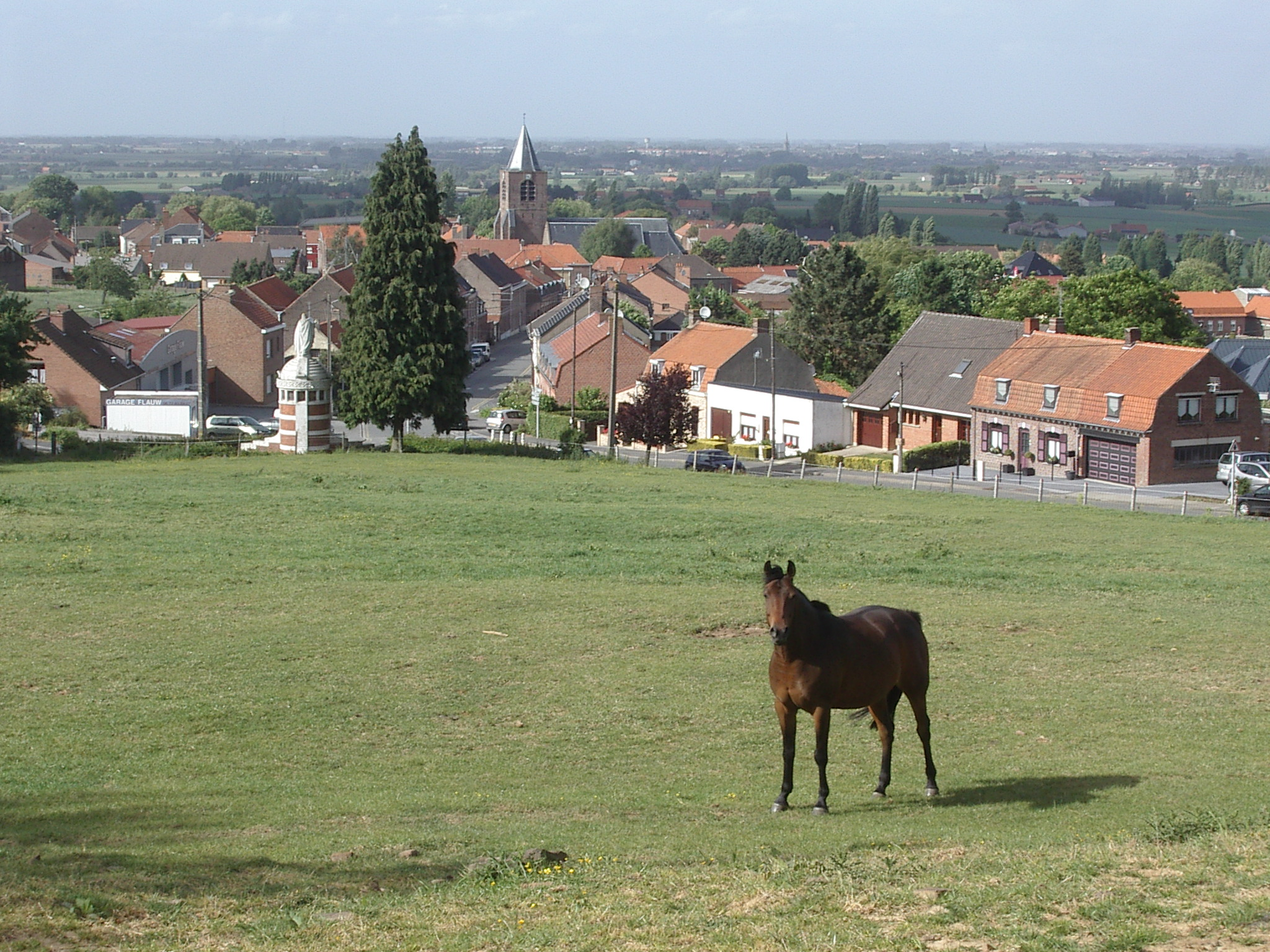
Boeschepe.
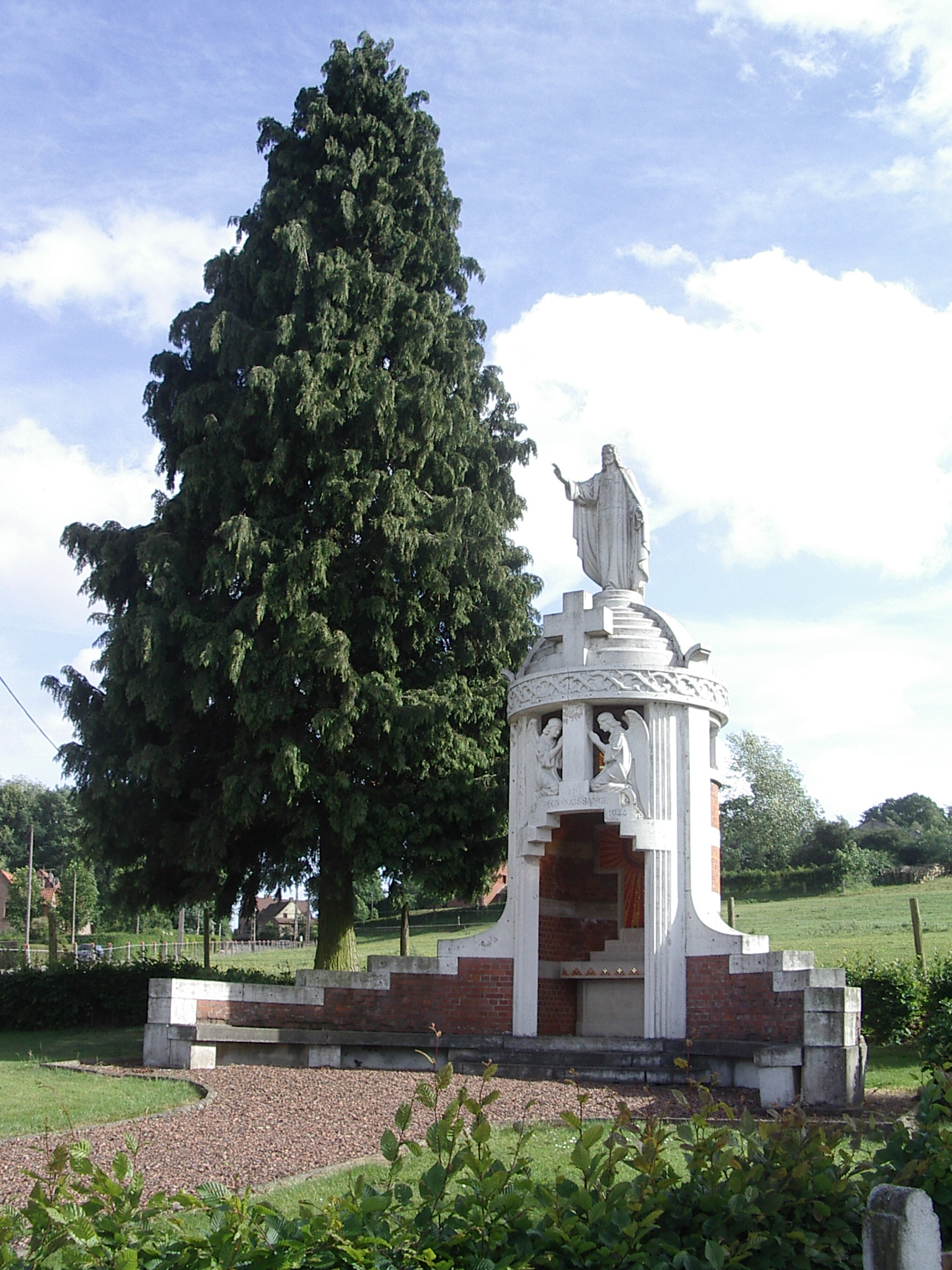
Monument de la reconnaissance au Sacré-Cœur.
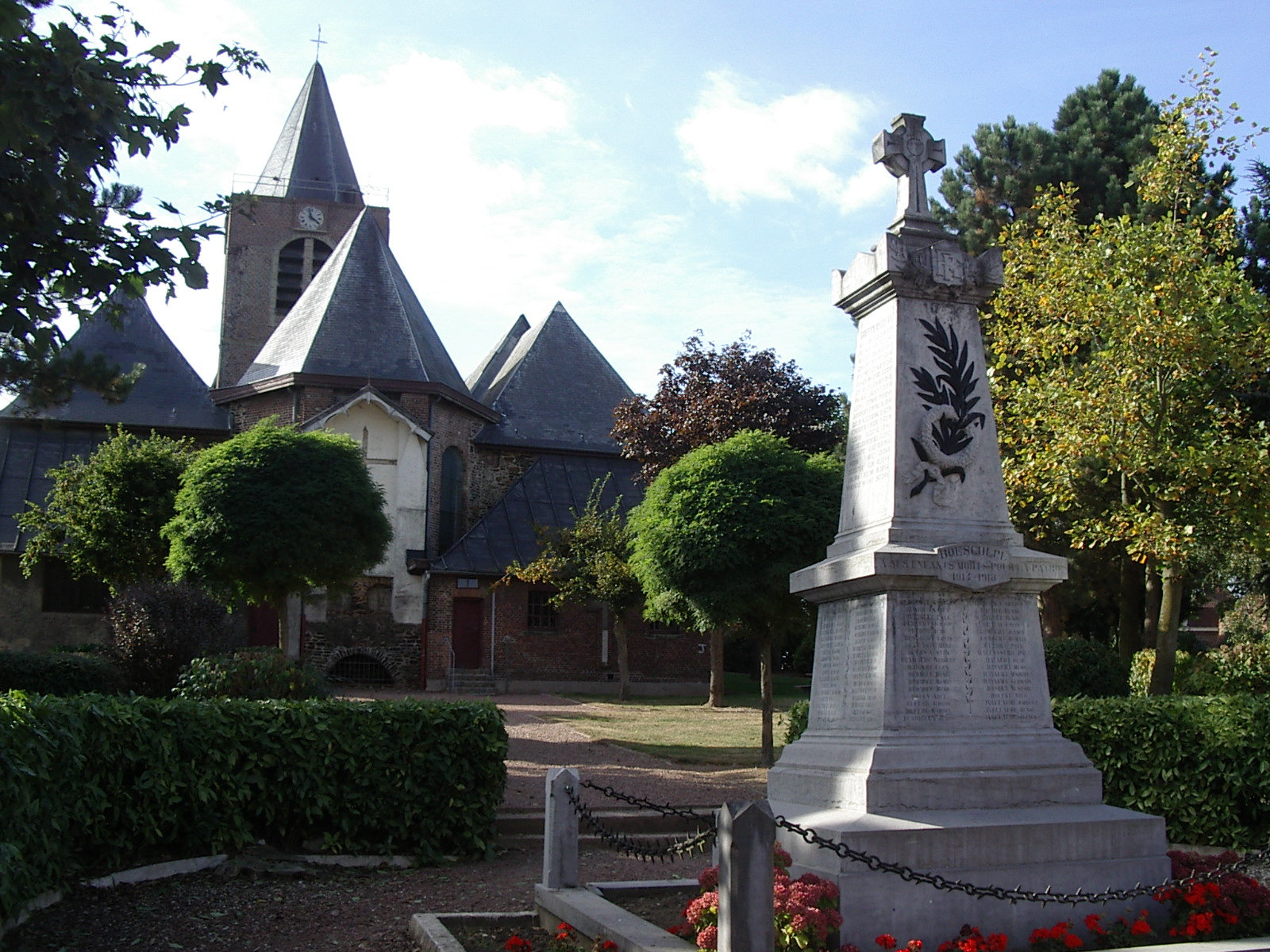
Monument aux morts.
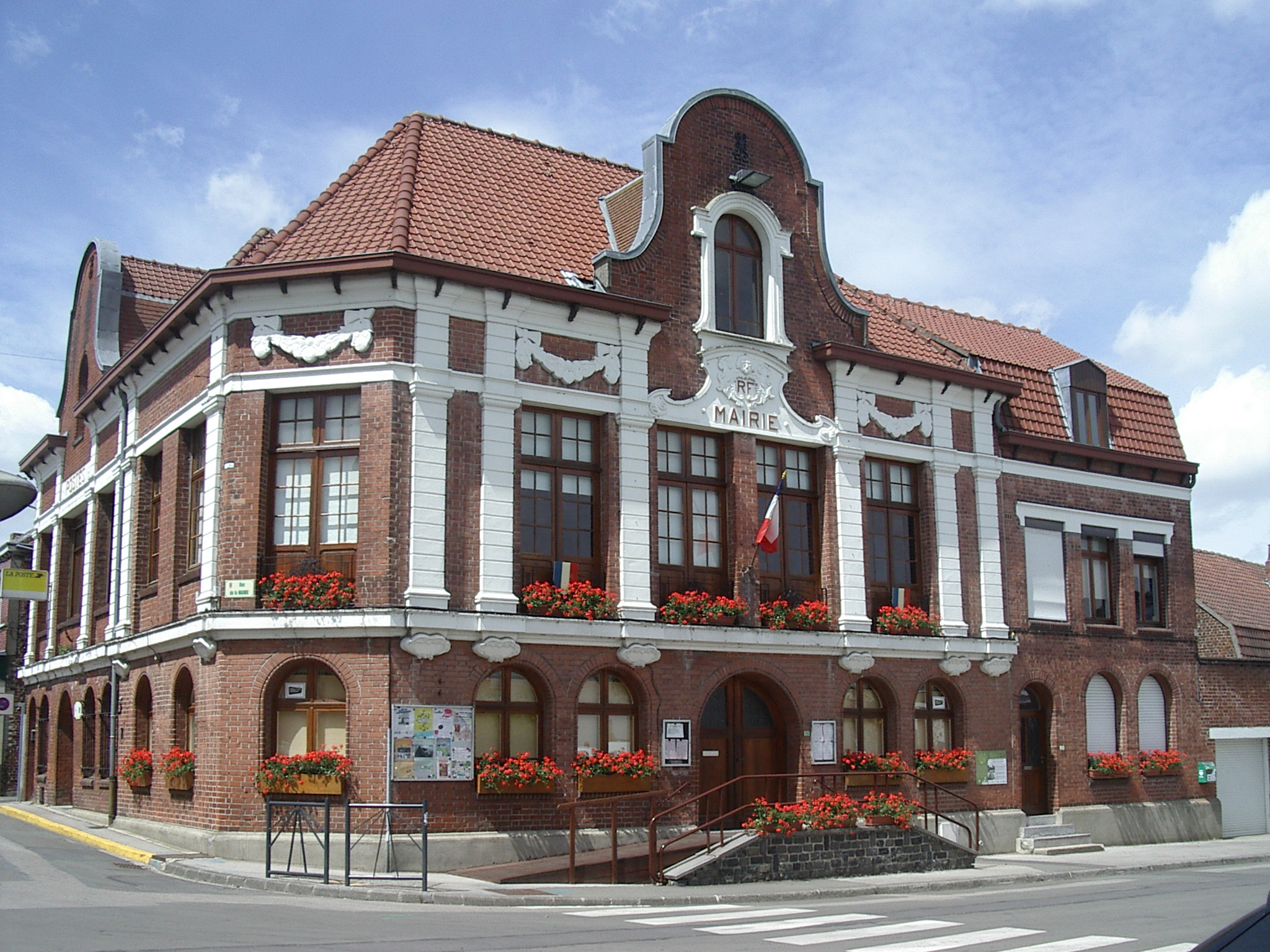
Mairie.
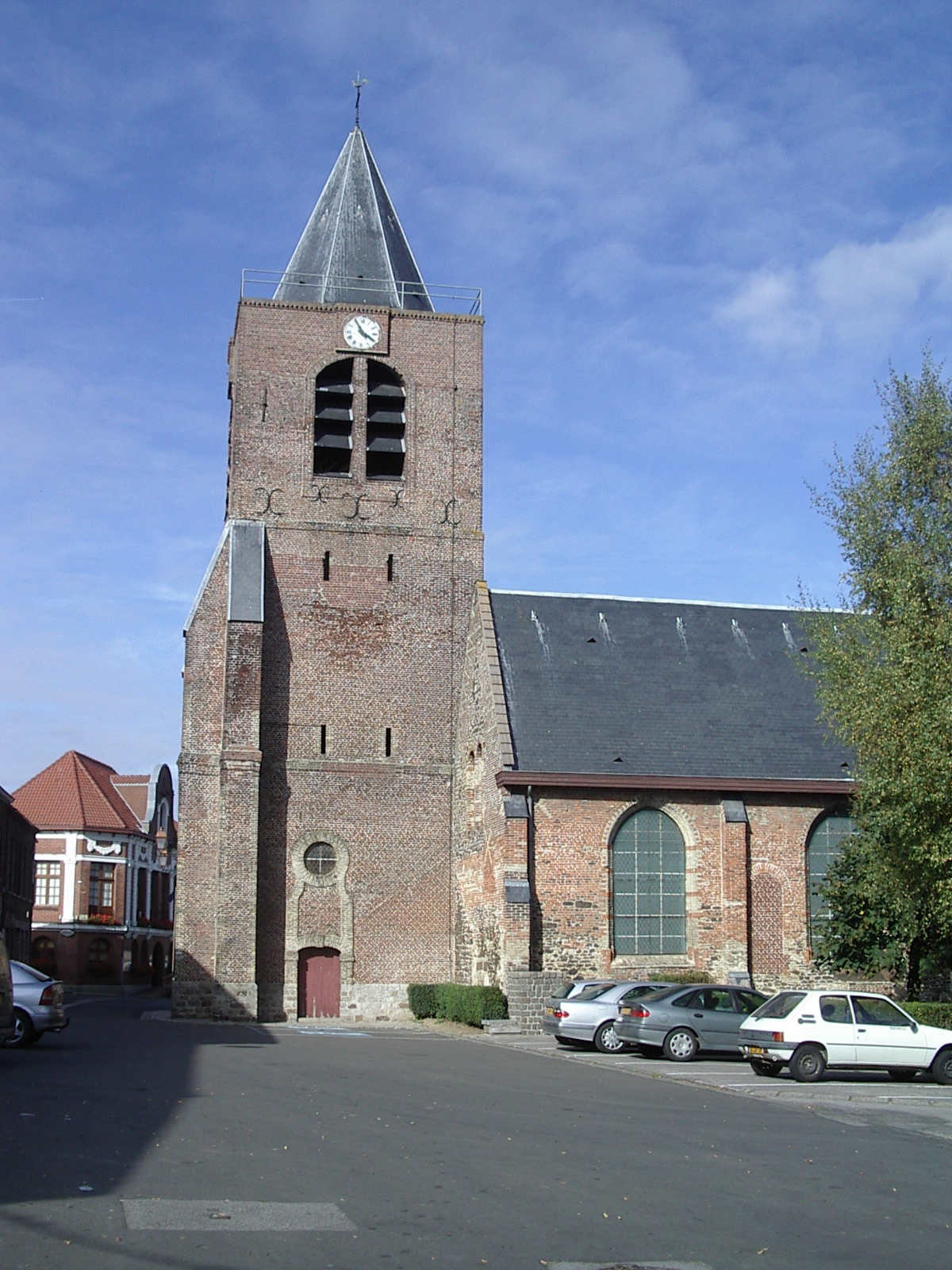
Église Saint-Martin.
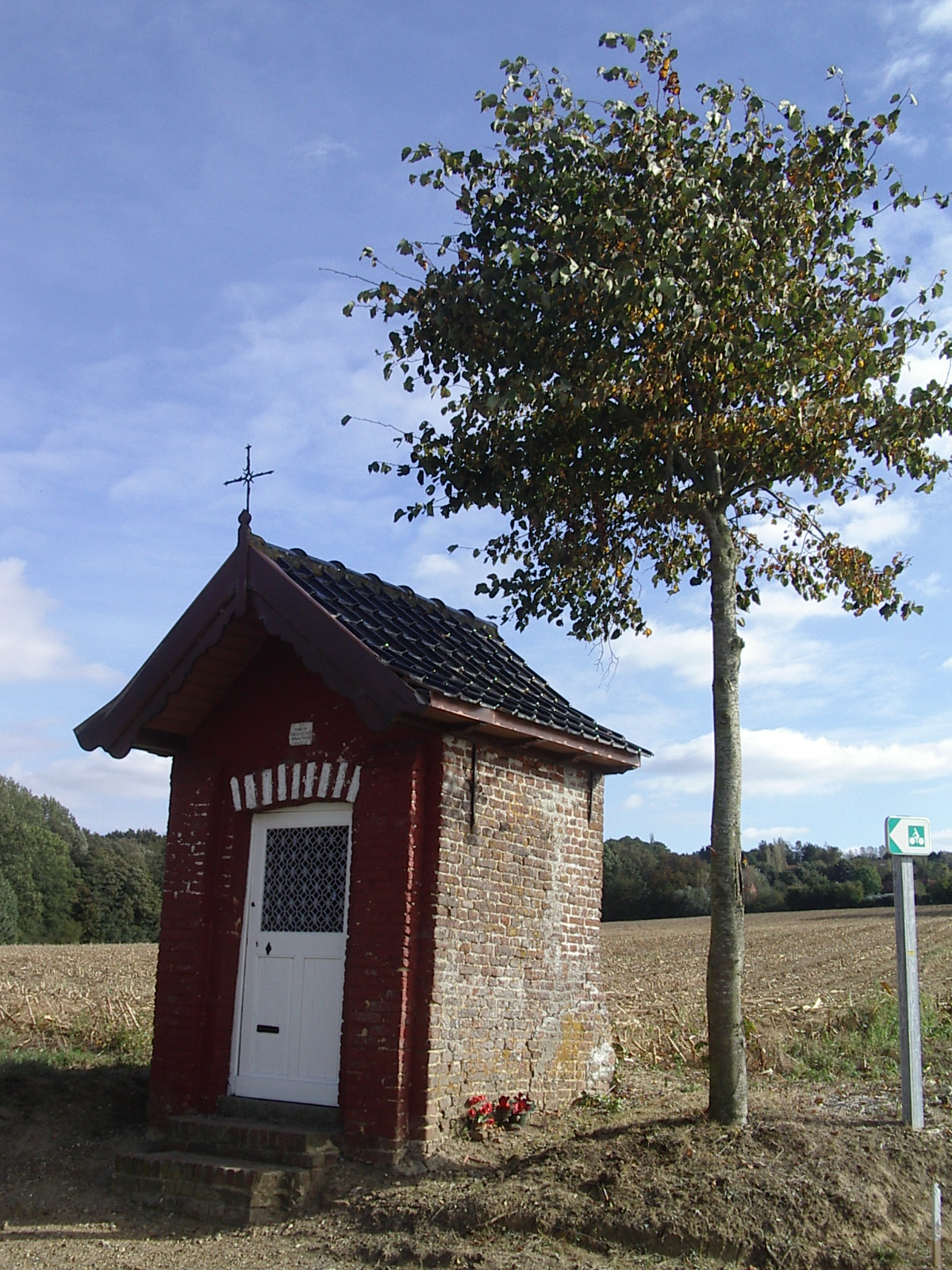
Chapelle Notre-Dame-de-Toutes-les-Peurs
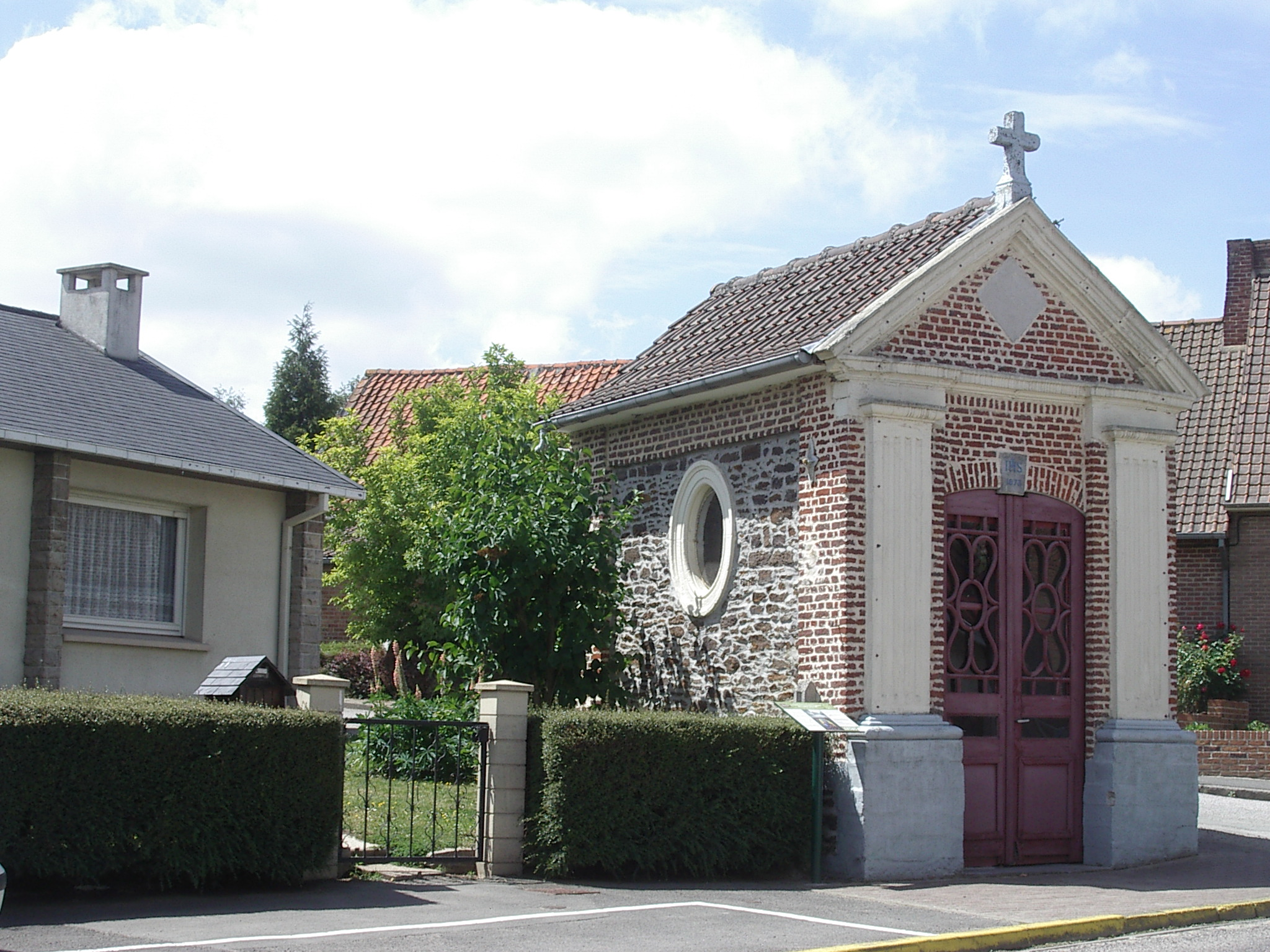
Chapelle de l'Immaculée Conception.

### Personnalités liées à la commune
- Noël Josèphe, homme politique français
- William Schotte, chanteur et musicien
- Florent Ladeyn, cuisinier, finaliste de Top Chef 2014

### Boeschèpe dans la littérature et le cinéma
La commune a servi de lieu d'intrigue au film pour enfants "La Quête de la Musique perdue" tourné et sortie en 2023, cinquième épisode de la série Les Fabuleuses Aventures de Jean et Henri de Grégory Soodts.

### Héraldique
| Blason de Boeschepe | Les armes de Boeschepe se blasonnent ainsi :"D'or à trois chevrons de sable." |

## Pour approfondir